# Parlementair onderzoek ICT-projecten bij de overheid

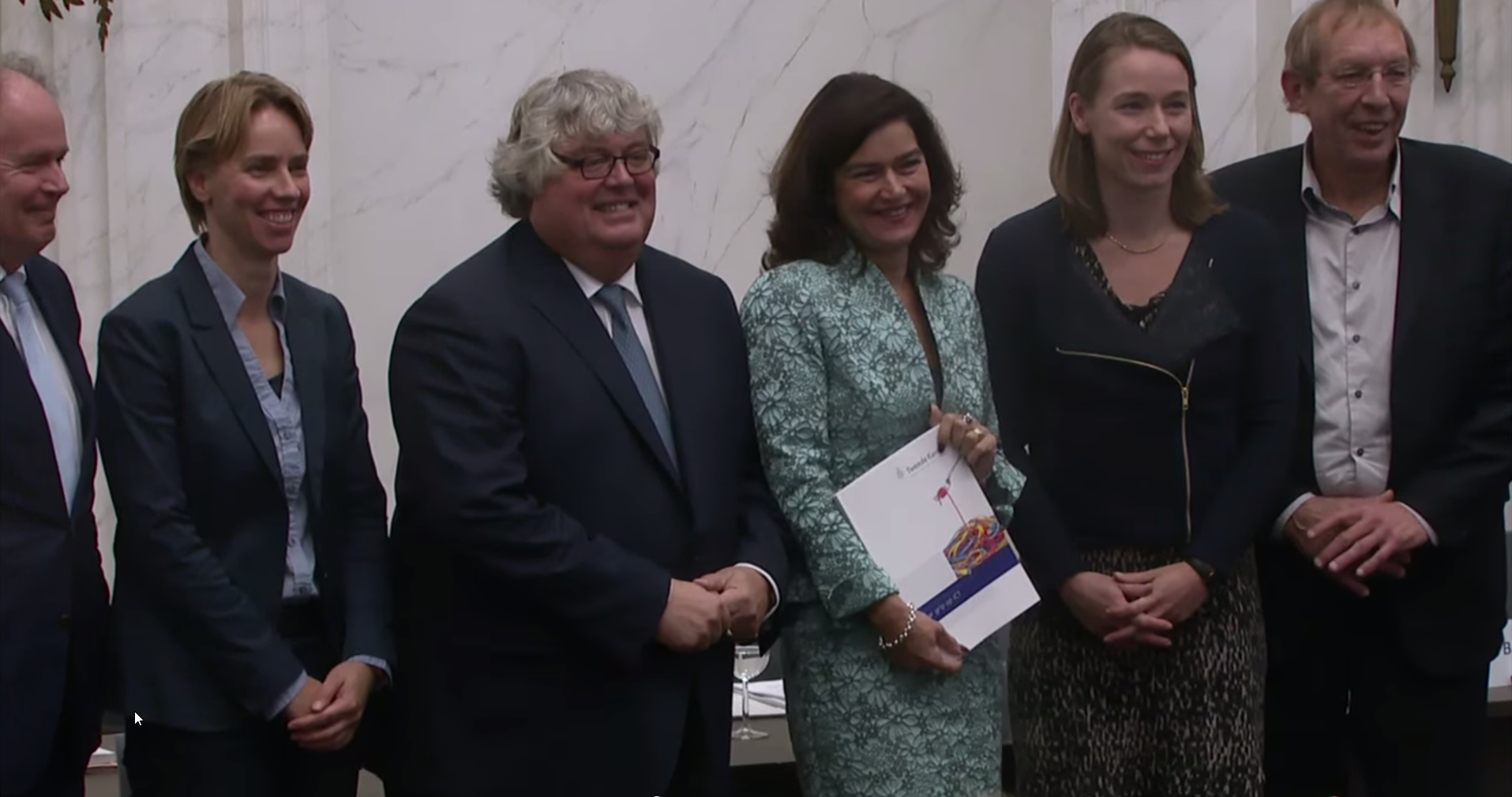
De tijdelijke commissie ICT bij de aanbieding van het eindrapport. Van links naar rechts: Paul van Meenen (D66), Manon Fokke (PvdA), commissievoorzitter Ton Elias (VVD), Tweede Kamervoorzitter Anouchka van Miltenburg, Hanke Bruins Slot (CDA) en Paul Ulenbelt (SP, ondervoorzitter).

Het Parlementair onderzoek ICT-projecten bij de overheid is een Parlementair onderzoek naar aanleiding van het niet op orde hebben van informatieprocessen en -stromen van de overheid door middel van ICT(-projecten). Het onderzoek is aangevangen in 2012. De Tijdelijke commissie ICT of ook Commissie Elias heeft haar eindrapport op 15 oktober 2014 uitgebracht.

## Aanleiding
Uit rapporten van de Algemene Rekenkamer (2007 & 2008), opmerkingen van de minister van Binnenlandse Zaken en Koninkrijksrelaties en rapporten en mediaberichten bleek dat verschillende ICT-projecten van de overheid niet goed liepen. De financiële situatie van Nederland maakte het nog urgenter om de problemen met ICT-projecten aan te pakken.
In opdracht van de Tweede Kamercommissie Veiligheid & Justitie heeft een parlementaire werkgroep het onderzoeksvoorstel 'ICT-projecten bij de overheid' opgesteld. Door het Bureau Onderzoek en Rijksuitgaven werd vervolgens literatuuronderzoek gedaan en er vond een expertmeeting plaats met deskundigen op het terrein van ICT. De werkgroep adviseerde de Tweede Kamer om te kiezen voor een tijdelijke commissie, die een parlementair onderzoek zal uitvoeren. Die commissie werd op 5 juli 2012 ingesteld. Voorzitter is VVD'er Ton Elias.

## Onderzoeksopzet en onderzoeksvragen
Bij de beantwoording van de onderzoeksvragen zijn zeven ICT-projecten betrokken. De gekozen ICT-projecten zijn ofwel rijksprojecten (inclusief ZBO’s), ofwel projecten van het Rijk in samenwerking met medeoverheden:
- Modernisering Gemeentelijke Basisadministratie (mGBA)
- Elektronisch Patiënten Dossier (EPD)
- Tunnels A73
- Ov-chipkaart
- C2000
- RDW: casus "van mainframe naar Winframe"
- UWV: casus Werk.nl

Hieronder een overzicht van de drie onderzoeksvragen:
1. Wat zijn geslaagde en misgelopen maatschappelijke effecten van ICT-projecten van de overheid, met name met betrekking tot sturing, ontwerp, aanbesteding, uitvoering en beheer (inclusief kosten, beveiliging en privacy)? Wat zijn relevante voorbeelden van ICT-projecten in landen die vergelijkbaar zijn met Nederland op dit gebied?
2. Op welke wijze heeft de overheid (bewindspersonen, topambtenaren) haar sturende en opdrachtgevende rol ingevuld? Op welke wijze heeft de Tweede Kamer bij de controle haar controlerende rol uitgevoerd?
3. Hoe kunnen informatieprocessen en -stromen van de overheid door middel van ICT in de toekomst worden vormgegeven om maatschappelijke effecten van overheidsingrijpen en -beleid te maximaliseren, met name met betrekking tot de sturing (inclusief de rol van de Tweede Kamer)?

## Verdiepingsonderzoek
Naar aanleiding van het onderzoek dat extern onderzoeksbureau Policy Research B.V. heeft uitgevoerd, en belangrijke aanknopingspunten die hierin werden geconstateerd om enkele onderwerpen diepgaander te onderzoeken, heeft de Tijdelijke commissie ICT-projecten een verdiepingsonderzoek aangevraagd. In het onderzoeksvoorstel, dat op 12 november 2013 werd gehonoreerd, nam de commissie wederom drie onderzoeksvragen op voor twee casus waarbij de meeste vragen en onduidelijkheden naar boven waren gekomen. Hieronder een overzicht van de drie verdiepende onderzoeksvragen:
1. Hoe zijn de aanbestedingsprocedures, het contractmanagement, de sturing op kosten en de relatie tussen ICT-leverancier en de overheid verlopen in de (te onderzoeken) casus?
2. Is hierbij sprake van ondoelmatig gebruik van belastinggeld?
3. Zo ja, welke sporen en/of patronen van ondoelmatigheden zijn er en wat zijn de oorzaken en gevolgen hiervan?

Op 11 december 2013 heeft de Tijdelijke commissie ICT besloten dat Policy Research het verdiepingsonderzoek ging uitvoeren. In het verdiepingsonderzoek zijn twee casus nader bestudeerd: WERK.NL (de website Werk.nl van het UWV ondersteunt werkzoekenden bij het zoeken naar werk) en TUNNELS A73 (de beveiliging van de Roertunnel en de Swalmentunnel in de Rijksweg 73). op verzoek van de commissie heeft Policy Research bij dit onderzoek twee experts ingeschakeld: Reinout Rinzema en Stephan Corvers. De verschillende onderzoeksrapporten van Policy Research Corporation in het kader van het Parlementair onderzoek ICT-projecten bij de overheid zijn gepubliceerd als bijlage bij het eindrapport van de commissie.

## Commissieleden
- Ton Elias (VVD), voorzitter
- Hanke Bruins Slot (CDA)
- Manon Fokke (PvdA)
- Paul van Meenen (D66)
- Paul Ulenbelt (SP), ondervoorzitter

Het lid Harm Beertema (PVV) heeft aangegeven zich "door verschuivingen van werkzaamheden binnen mijn partij" met ingang van 28 maart 2014 terug te trekken als lid van de Tijdelijke commissie ICT.

## Openbare hoorzittingen
De tijdelijke commissie heeft op 25 april, 12 mei, 16 mei, 19 mei, 23 mei, 26 mei, 2 juni en 5 juni 2014 een serie openbare hoorzittingen gehouden. Een lijst van de gesproken personen is opgenomen in het eindrapport van de commissie. De verslagen van de openbare verhoren zijn opgenomen in een bijlage bij het eindrapport van de commissie.

## Eindrapport
De Tijdelijke commissie ICT-projecten bij de overheid heeft haar eindrapport op woensdag 15 oktober 2014 aan Kamervoorzitter Van Miltenburg aangeboden.  Het eindrapport heeft de titel "Naar grip op ICT – Parlementair onderzoek naar ICT-projecten bij de overheid". De commissie constateert dat de rijksoverheid de besturing en beheersing van projecten met een belangrijke ICT-component niet op orde heeft en dat het geheel van ICT-organisaties bij de rijksoverheid chaotisch en ondoorzichtig is, waarbij taken en verantwoordelijkheden versnipperd en onduidelijk zijn. De commissie doet verschillende aanbevelingen om de situatie te verbeteren, zoals:
- De oprichting van een tijdelijke ICT-autoriteit: het BIT (Bureau ICT-toetsing).[9]

- De Tweede Kamer zal zich voorafgaand aan haar politieke keuzes beter moeten verdiepen in de technische uitvoerbaarheid en de doorlooptijden van ICT-projecten.
- Een meer centrale sturing van het ICT-beleid van de rijksoverheid door één minister verantwoordelijk te maken.
- Alle ICT-projecten binnen de rijksoverheid inclusief publiekrechtelijke zelfstandige bestuursorganen voorzien van een projectorganisatie met een duidelijke sturing.
- Verbetering van het aanbestedingsbeleid en contractmanagement rond ICT-projecten.

## Verdere behandeling
De Tijdelijke commissie ICT-projecten bij de overheid veronderstelt in haar eindrapport, dat de voorzitter van de Tweede Kamer het ter behandeling zal doorgeleiden aan een vaste of algemene commissie (idealiter de algemene commissie voor Wonen en Rijksdienst), die vervolgens een lijst van feitelijke vragen zal opstellen, die de tijdelijke commissie dan binnen drie weken zal beantwoorden. Daarna zou het eindrapport met de bijlagen, inclusief de lijst van vragen en antwoorden, geagendeerd kunnen worden voor een plenair debat tussen de Kamer en de tijdelijke commissie. De commissie acht het gewenst dat dit debat nog voor het kerstreces van 2014 zal plaatsvinden en niet alleen door ICT-woordvoerders zal worden gevoerd. Dit vanwege zowel de breedte als de ernst van de geanalyseerde problematiek én de voorgestelde oplossingen.